# Ahmed El-Shenawy
Ahmed Nasser Abdel Razek El-Shenawy, scritto anche El-Shennawy (in arabo احمد الشناوي‎?; Porto Said, 14 maggio 1991), è un calciatore egiziano, portiere del Pyramids e della nazionale egiziana.

## Caratteristiche tecniche
Portiere reattivo tra i pali, dotato di ottimi riflessi sui tiri ravvicinati - a cui abbina eccellenti mezzi fisici - in grado di trasmettere sicurezza al reparto arretrato. Pecca di efficacia sui tiri dalla lunga distanza.

## Carriera

### Club
Muove i suoi primi passi nelle giovanili dell'Al-Masry. Esordisce in prima squadra il 21 maggio 2009 contro l'Olympic Alexandria. Il 21 luglio 2014 lascia l'Al-Masry dopo sei anni - inframmezzati da una parentesi in prestito allo Zamalek - passando allo Zamalek in cambio di 6 milioni di sterline egiziane, che ne annuncia l'ingaggio per tre stagioni per sopperire alla cessione di El-Sayed.
Il 30 luglio 2015 lo Zamalek, grazie anche ai suoi interventi - conclude l'annata mantenendo la rete inviolata in 16 occasioni, di cui 7 consecutive (venendo poi nominato miglior portiere del campionato) - si laurea campione d'Egitto. A questo successo seguirà quello della Coppa d'Egitto.
Il 12 aprile 2018 durante uno scontro di gioco subisce un grave infortunio al legamento crociato anteriore del ginocchio sinistro, che lo costringe a chiudere la stagione in anticipo. Il 13 luglio firma un quadriennale con il Pyramids.

### Nazionale

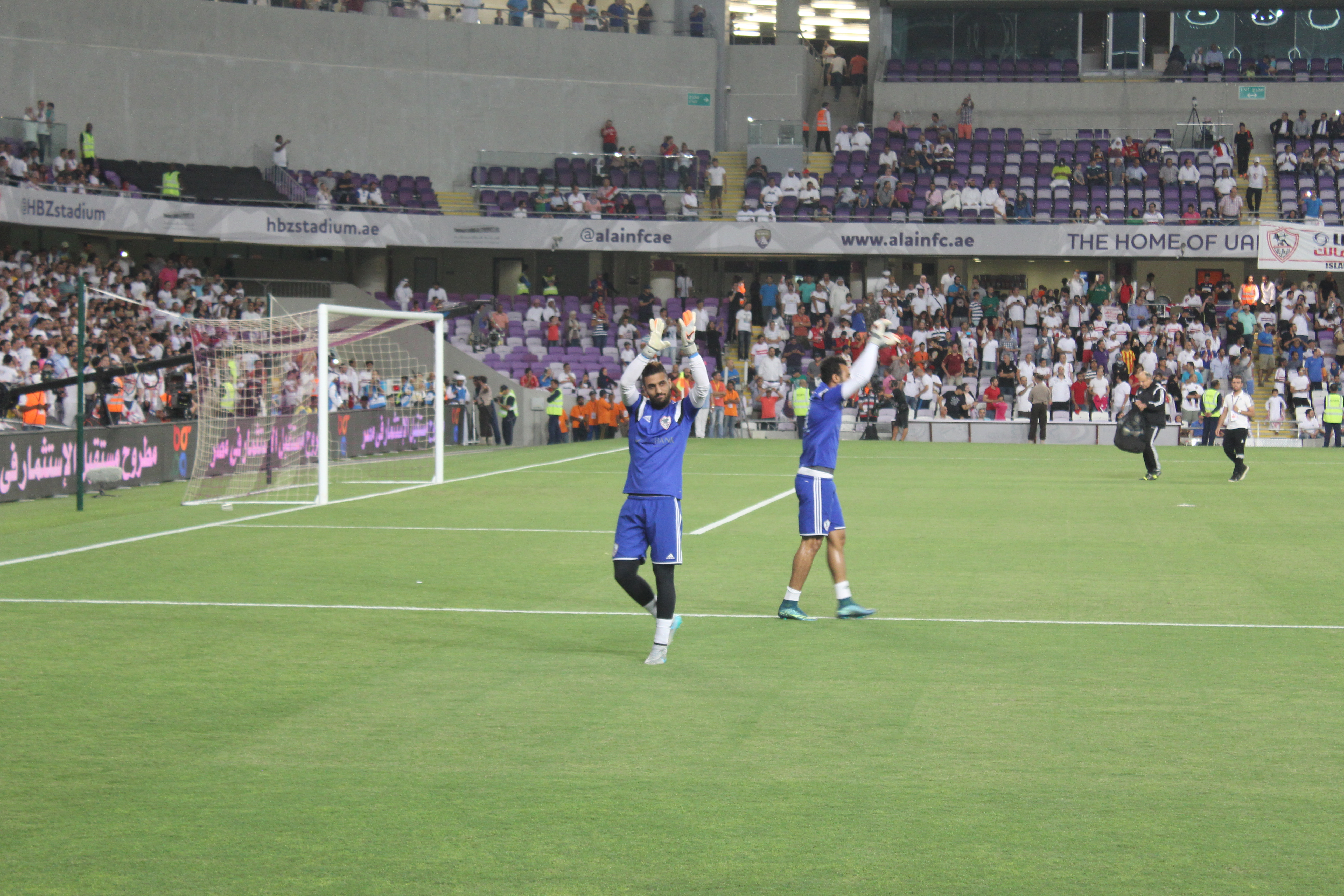
El-Shenawy con la divisa dello Zamalek.

Dopo aver preso parte con la rappresentativa giovanile ai Mondiali Under-20 2011, l'8 ottobre 2011 esordisce in Nazionale maggiore contro il Niger - partita valida per l'accesso alla fase finale della Coppa d'Africa 2012 - partita vinta 3-0 dai Faraoni.
Nel 2012 prende parte alle Olimpiadi di Londra con la selezione olimpica, disputando la competizione da titolare sotto la guida di Hany Ramzy.
Il 4 gennaio 2017 il CT Héctor Cúper lo inserisce nella lista dei 23 convocati che prenderanno parte alla Coppa d'Africa 2017. Prima scelta tra i pali, all'esordio contro il Mali dopo 25' di gioco è costretto a lasciare il terreno di gioco a causa di un infortunio al tendine rotuleo, che gli fa saltare il resto della competizione.
Il 30 dicembre 2023 viene incluso dal CT Rui Vitória nella rosa dei 27 convocati per la fase finale della Coppa d'Africa 2023, disputata in Costa d'Avorio. L'Egitto verrà eliminato agli ottavi di finale dalla RD del Congo ai calci di rigore.

## Statistiche

### Presenze e reti nei club
Statistiche aggiornate al 14 dicembre 2024.
| Stagione        | Squadra         | Campionato      | Campionato | Campionato | Coppe nazionali | Coppe nazionali | Coppe nazionali | Coppe continentali | Coppe continentali | Coppe continentali | Altre coppe | Altre coppe | Altre coppe | Totale | Totale |
| Stagione        | Squadra         | Comp            | Pres       | Reti       | Comp            | Pres            | Reti            | Comp               | Pres               | Reti               | Comp        | Pres        | Reti        | Pres   | Reti   |
| --------------- | --------------- | --------------- | ---------- | ---------- | --------------- | --------------- | --------------- | ------------------ | ------------------ | ------------------ | ----------- | ----------- | ----------- | ------ | ------ |
| 2008-2009       | Al-Masry        | PL              | 1          | -1         | CE              | 0               | 0               | -                  | -                  | -                  | -           | -           | -           | 1      | -1     |
| 2009-2010       | Al-Masry        | PL              | 15         | -15        | CE              | 2               | -3              | -                  | -                  | -                  | -           | -           | -           | 17     | -18    |
| 2010-2011       | Al-Masry        | PL              | 11         | -5         | CE              | 0               | 0               | -                  | -                  | -                  | -           | -           | -           | 11     | -5     |
| 2011-2012       | Al-Masry        | PL              | 13         | -10        | -               | -               | -               | -                  | -                  | -                  | -           | -           | -           | 13     | -10    |
| 2012-2013       | Zamalek         | PL              | 1          | -1         | CE              | 0               | 0               | CCL                | 1                  | 0                  | -           | -           | -           | 2      | -1     |
| 2013-2014       | Al-Masry        | PL              | 18         | -18        | CE              | 1               | -2              | -                  | -                  | -                  | -           | -           | -           | 19     | -20    |
| Totale Al-Masry | Totale Al-Masry | Totale Al-Masry | 58         | -49        |                 | 3               | -5              |                    | -                  | -                  |             | -           | -           | 61     | -54    |
| 2014-2015       | Zamalek         | PL              | 26         | -10        | CE              | 1               | -1              | CCL+CC             | 1+12               | -2 + -12           | SE          | 1           | 0           | 41     | -25    |
| 2015-2016       | Zamalek         | PL              | 24         | -20        | CE              | 4               | -3              | CCL                | 11                 | -11                | SE          | 1           | -3          | 40     | -37    |
| 2016-2017       | Zamalek         | PL              | 23         | -11        | CE              | 2               | -2              | CCL                | 7                  | -9                 | SE          | 0           | 0           | 32     | -22    |
| 2017-2018       | Zamalek         | PL              | 29         | -26        | CE              | 1               | 0               | ACC+CC             | 2+2                | -3 + -3            | -           | -           | -           | 34     | -32    |
| Totale Zamalek  | Totale Zamalek  | Totale Zamalek  | 103        | -68        |                 | 8               | -6              |                    | 36                 | -40                |             | 2           | -3          | 149    | -117   |
| 2018-2019       | Pyramids        | PL              | 21         | -16        | CE              | 4               | -5              | -                  | -                  | -                  | -           | -           | -           | 25     | -21    |
| 2019-2020       | Pyramids        | PL              | 10         | -12        | CE              | 2               | -1              | CC                 | 8                  | -5                 | -           | -           | -           | 20     | -18    |
| 2020-2021       | Pyramids        | PL              | 2          | -3         | CE              | 1               | -1              | CC                 | 4                  | 0                  | -           | -           | -           | 7      | -4     |
| 2021-2022       | Pyramids        | PL              | 11         | -7         | CE              | 4               | -4              | CC                 | 0                  | 0                  | -           | -           | -           | 15     | -11    |
| 2022-2023       | Pyramids        | PL              | 33         | -22        | CE              | 3               | -3              | CC                 | 11                 | -9                 | SE          | 1           | -1          | 48     | -35    |
| 2023-2024       | Pyramids        | PL              | 29         | -24        | CE              | 4               | -1              | CCL                | 7                  | -8                 | SE          | 0           | 0           | 40     | -33    |
| 2024-2025       | Pyramids        | PL              | 4          | -4         | CE              | 0               | 0               | CCL                | 5                  | -5                 | SE          | 1           | -1          | 10     | -10    |
| Totale Pyramids | Totale Pyramids | Totale Pyramids | 110        | -88        |                 | 18              | -15             |                    | 35                 | -27                |             | 2           | -2          | 165    | -132   |
| Totale carriera | Totale carriera | Totale carriera | 271        | -205       |                 | 29              | -26             |                    | 71                 | -67                |             | 4           | -5          | 375    | -303   |

### Cronologia presenze e reti in nazionale
| Cronologia completa delle presenze e delle reti in nazionale ― Egitto | Cronologia completa delle presenze e delle reti in nazionale ― Egitto | Cronologia completa delle presenze e delle reti in nazionale ― Egitto | Cronologia completa delle presenze e delle reti in nazionale ― Egitto | Cronologia completa delle presenze e delle reti in nazionale ― Egitto | Cronologia completa delle presenze e delle reti in nazionale ― Egitto | Cronologia completa delle presenze e delle reti in nazionale ― Egitto | Cronologia completa delle presenze e delle reti in nazionale ― Egitto |
| Data                                                                  | Città                                                                 | In casa                                                               | Risultato                                                             | Ospiti                                                                | Competizione                                                          | Reti                                                                  | Note                                                                  |
| --------------------------------------------------------------------- | --------------------------------------------------------------------- | --------------------------------------------------------------------- | --------------------------------------------------------------------- | --------------------------------------------------------------------- | --------------------------------------------------------------------- | --------------------------------------------------------------------- | --------------------------------------------------------------------- |
| 8-10-2011                                                             | Il Cairo                                                              | Egitto                                                                | 3 – 0                                                                 | Niger                                                                 | Qual. Coppa d'Africa 2012                                             | -                                                                     |                                                                       |
| 14-11-2011                                                            | Doha                                                                  | Brasile                                                               | 2 – 0                                                                 | Egitto                                                                | Amichevole                                                            | -2                                                                    |                                                                       |
| 29-2-2012                                                             | Doha                                                                  | Egitto                                                                | 1 – 0                                                                 | Niger                                                                 | Amichevole                                                            | -                                                                     |                                                                       |
| 2-3-2012                                                              | Doha                                                                  | Egitto                                                                | 0 – 0                                                                 | RD del Congo                                                          | Amichevole                                                            | -                                                                     | 46’                                                                   |
| 29-3-2012                                                             | Omdurman                                                              | Egitto                                                                | 2 – 1                                                                 | Uganda                                                                | Amichevole                                                            | -                                                                     | 40’                                                                   |
| 31-3-2012                                                             | Omdurman                                                              | Egitto                                                                | 4 – 0                                                                 | Ciad                                                                  | Amichevole                                                            | -                                                                     |                                                                       |
| 20-5-2012                                                             | Omdurman                                                              | Egitto                                                                | 2 – 1                                                                 | Camerun                                                               | Amichevole                                                            | -1                                                                    |                                                                       |
| 14-11-2012                                                            | Tbilisi                                                               | Georgia                                                               | 0 – 0                                                                 | Egitto                                                                | Amichevole                                                            | -                                                                     |                                                                       |
| 10-1-2013                                                             | Abu Dhabi                                                             | Ghana                                                                 | 3 – 0                                                                 | Egitto                                                                | Amichevole                                                            | -3                                                                    |                                                                       |
| 30-9-2013                                                             | Il Cairo                                                              | Egitto                                                                | 2 – 0                                                                 | Uganda                                                                | Amichevole                                                            | -                                                                     |                                                                       |
| 15-10-2013                                                            | Kumasi                                                                | Ghana                                                                 | 6 – 1                                                                 | Egitto                                                                | Qual. Mondiali 2014                                                   | -2                                                                    | 57’ 71’                                                               |
| 14-11-2013                                                            | Il Cairo                                                              | Egitto                                                                | 2 – 0                                                                 | Zambia                                                                | Amichevole                                                            | -                                                                     |                                                                       |
| 4-6-2014                                                              | Londra                                                                | Giamaica                                                              | 2 – 2                                                                 | Egitto                                                                | Amichevole                                                            | -2                                                                    |                                                                       |
| 30-8-2014                                                             | Aswan                                                                 | Egitto                                                                | 1 – 0                                                                 | Kenya                                                                 | Amichevole                                                            | -                                                                     | 46’                                                                   |
| 10-10-2014                                                            | Gaborone                                                              | Botswana                                                              | 0 – 2                                                                 | Egitto                                                                | Qual. Coppa d'Africa 2015                                             | -                                                                     |                                                                       |
| 15-10-2014                                                            | Il Cairo                                                              | Egitto                                                                | 2 – 0                                                                 | Botswana                                                              | Qual. Coppa d'Africa 2015                                             | -                                                                     |                                                                       |
| 15-11-2014                                                            | Il Cairo                                                              | Egitto                                                                | 0 – 1                                                                 | Senegal                                                               | Qual. Coppa d'Africa 2015                                             | -1                                                                    | 11’                                                                   |
| 14-6-2015                                                             | Alessandria d'Egitto                                                  | Egitto                                                                | 3 – 0                                                                 | Tanzania                                                              | Qual. Coppa d'Africa 2017                                             | -                                                                     |                                                                       |
| 6-9-2015                                                              | N'Djamena                                                             | Ciad                                                                  | 1 – 5                                                                 | Egitto                                                                | Qual. Coppa d'Africa 2017                                             | -1                                                                    |                                                                       |
| 11-10-2015                                                            | Abu Dhabi                                                             | Egitto                                                                | 3 – 0                                                                 | Zambia                                                                | Amichevole                                                            | -                                                                     |                                                                       |
| 14-11-2015                                                            | N'Djamena                                                             | Ciad                                                                  | 1 – 0                                                                 | Egitto                                                                | Qual. Mondiali 2018                                                   | -1                                                                    |                                                                       |
| 17-11-2015                                                            | Alessandria d'Egitto                                                  | Egitto                                                                | 4 – 0                                                                 | Ciad                                                                  | Qual. Mondiali 2018                                                   | -                                                                     |                                                                       |
| 29-1-2016                                                             | Aswan                                                                 | Egitto                                                                | 2 – 0                                                                 | Libia                                                                 | Amichevole                                                            | -                                                                     |                                                                       |
| 27-2-2016                                                             | Alessandria d'Egitto                                                  | Egitto                                                                | 2 – 0                                                                 | Burkina Faso                                                          | Amichevole                                                            | -                                                                     |                                                                       |
| 25-3-2016                                                             | Kaduna                                                                | Nigeria                                                               | 1 – 1                                                                 | Egitto                                                                | Qual. Coppa d'Africa 2017                                             | -1                                                                    |                                                                       |
| 29-3-2016                                                             | Alessandria d'Egitto                                                  | Egitto                                                                | 1 – 0                                                                 | Nigeria                                                               | Qual. Coppa d'Africa 2017                                             | -                                                                     |                                                                       |
| 6-9-2016                                                              | Johannesburg                                                          | Sudafrica                                                             | 1 – 0                                                                 | Egitto                                                                | Amichevole                                                            | -1                                                                    |                                                                       |
| 8-1-2017                                                              | Il Cairo                                                              | Egitto                                                                | 1 – 0                                                                 | Tunisia                                                               | Amichevole                                                            | -                                                                     | 46’                                                                   |
| 17-1-2017                                                             | Port-Gentil                                                           | Mali                                                                  | 0 – 0                                                                 | Egitto                                                                | Coppa d'Africa 2017 - 1º turno                                        | -                                                                     | 25’                                                                   |
| 22-3-2019                                                             | Niamey                                                                | Niger                                                                 | 1 – 1                                                                 | Egitto                                                                | Qual. Coppa d'Africa 2019                                             | -1                                                                    |                                                                       |
| 13-6-2019                                                             | Alessandria d'Egitto                                                  | Egitto                                                                | 1 – 0                                                                 | Tanzania                                                              | Amichevole                                                            | -                                                                     | 46’                                                                   |
| Totale                                                                |                                                                       | Presenze                                                              | 31                                                                    |                                                                       | Reti                                                                  | -16                                                                   |                                                                       |

## Palmarès

### Club

#### Competizioni nazionali
- Campionato egiziano: 1

Zamalek: 2014-2015
- Coppa d'Egitto: 5

Zamalek: 2013-2014, 2014-2015, 2015-2016, 2017-2018
Pyramids: 2023-2024
- Supercoppa d'Egitto: 1

Zamalek: 2017

#### Competizioni internazionali
- CAF Champions League: 1

Pyramids: 2024-2025

### Individuale
- Coppa d'Africa Under-20 Top 11: 1

2011
- Egyptian Premier League Team of the Year: 2[6][24]

2014-2015, 2015-2016
- Miglior portiere del campionato egiziano: 1

2023-2024